# Вероніка кримська
Вероніка кримська (Veronica taurica) — вид квіткових рослин родини подорожникових (Plantaginaceae).

## Біоморфологічна характеристика
Це багаторічна рослина 10–30 см. Стебла численні, дугоподібно піднімаються та розпростерті, блідо-зелені. Листки лінійно-ланцетні чи лінійні, цілокраї чи з 1–4 зубчиками. Віночок 4–17 мм у діаметрі, світло-блакитний або темно-синій.

## Поширення
Ендемік Криму.
В Україні вид росте на кам'янистих та щебенистих схилах — у Криму часто.